# Nyctemera picatus
Nyctemera picatus är en fjärilsart som beskrevs av Butler 1881. Nyctemera picatus ingår i släktet Nyctemera och familjen björnspinnare. Inga underarter finns listade i Catalogue of Life.